# Nelson Ascher
Nelson Ronny Ascher (São Paulo, 1º de janeiro de 1958) é um poeta, editor, tradutor de poesia, crítico literário e cinematográfico.

## Biografia
Nelson Ascher nasceu em São Paulo em 1958, filho de pais judeus vindos da Hungria.
Iniciou o curso de Medicina, ao qual abandonou após o primeiro ano. Formou-se em Administração na Fundação Getúlio Vargas, e se especializou em Comunicação e Semiótica.

Na época dos estudos de Medicina publicou o primeiro artigo sobre literatura, tratando da obra de Jorge Luís Borges no jornal do centro acadêmico da faculdade.
No final dos anos de 1970 publica sua primeira resenha em um jornal de grande circulação, A Folha da Tarde, passando, desde o início da década de 1980, a escrever para a Folha de S.Paulo, da qual se tornaria um dos principais editores culturais, onde foi um dos editores do Folhetim, tendo mantido por anos seguidos uma assídua colaboração com críticas e traduções de poetas como T.S. Eliot. e Herberto Padilla.
Em 1983 publica seu primeiro livro de poesia Ponta da língua e em 88/89 criou a Revista da USP e se tornou seu editor, permanecendo na função até 1994. Em 1997 Organizou com Régis Bonvicino e Michael Palmer a antologia Nothing the Sun could not explain: 20 Contemporary Brazilian Poets.

## Poética
A poesia de Ascher busca uma síntese entre formas fixas tradicionais, como o soneto, e algumas técnicas modernas, experimentando verbalmente “dentro das amarras tradicionais do poema”, tais como rima e ritmo (além da forma fixa), conforme Omar Rodovalho.
Comumente o poeta dispensa o uso de maiúsculas e usa sempre a língua coloquial apesar do tradicionalismo das formas o obrigarem a inverter a ordem dos vocábulos, o que não chegaria a destruir o seu discurso, conforme o poeta Claudio Daniel e “com especial atenção para a sonoridade, a metrificação e a rima contemporânea”, de acordo com seu tradutor Adolfo Navas, que também o cita como um dos melhores tradutores atuais de poesia, vertendo poemas do inglês, francês, alemão, espanhol, húngaro, russo, latim e hebraico, estando grande parte de seus trabalhos reunidos no volume Poesia alheia.
Seus temas, conforme um de seus editores, abrangem “aspectos da vida cotidiana no mundo atual” e “as raízes e os traumas históricos da trajetória de sua família” e sua obra foi traduzida na França, Holanda, Espanha, México, Estados Unidos e Hungria.

## Prêmios
- Prêmio Portugal Telecom 2006, categoria (finalista). Livro: Parte Alguma (2005).

## Obra (não exaustiva)

### Poesia
- Ponta da língua (1983
- Sonho da Razão (1993)
- Algo de Sol (1996)
- Parte Alguma (2005)

### Traduções
- Lado Obscuro (1996)
- Poesia Alheia (1998).
- A Dama de Espadas, de Pushkin,  com Boris Schnaiderman (1999).
- Alice no País das Maravilhas. Com  Isabel de Lorenzo (1999).

### Organização
- Cocktails: poemas de Luis Aranha. Organização, apresentação, pesquisa e notas de Nelson Ascher e Rui Moreira Leite [prefácio de Nelson Ascher ; "Fortuna critica" e bibliografia] (1985)
- Folhetim  - poemas traduzidos. Com Matinas Suzuki Jr. (1987).
- Antologia "Nothing the sun could not explain: 20 Contemporary Brazilian Poets". Com Régis Bonvicino e Michael Palmer (1997).

### Crítica e teoria literária
- Pomos da Discórdia (1993).[10]
- Crítica (Não Só) Literária (1993).